# Sam Phillips
Samuel Cornelius "Sam" Phillips (Florence, Alabama, 5 de enero de 1923-Memphis, 30 de julio de 2003) fue un locutor, técnico radiofónico y productor musical estadounidense, fundador del sello discográfico Sun Records. Considerado como uno de los mejores productores de la historia y es estrechamente vinculado al nacimiento del rockabilly.
Phillips descubrió y grabó a músicos como B. B. King, Howlin' Wolf, Jackie Brenston, Loe Hill Louis o Willie Nix. En febrero de 1952 nace el sello Sun, dentro ya de una fuerte competencia. Phillips era un hombre innovador que buscaba continuamente algo distinto que ofrecer.
Los principales estilos musicales a los que Sam Phillips se dedicó inicialmente fueron blues y rhythm & blues, y un renovado country. Sun Records empezó a tener algunos éxitos con músicos como Rufus Thomas, Junior Parker o James Cotton, pero fue en julio de 1954 cuando surgió la bomba: un joven llamado Elvis Presley que combinó esquemas de ciertas formas del country y el blues en una frenética fusión que pasará a la historia como rockabilly. Presley sólo llegó a grabar cinco singles para Sun, que en octubre de 1955 vendió el contrato y los derechos de reproducción de los discos de Presley a la poderosa RCA. A pesar de esa baja, la Sun se puso rápidamente a la cabeza de la moda del rockabilly, con figuras como Carl Perkins, Billy Riley, Warren Smith o Sonny Burgess, a los que se unieron artistas que iban desde el country seco al rock and roll más frenético, como Johnny Cash, Mack Self, Charlie Feathers, Jack Clement, Malcolm Yelvington o Jerry Lee Lewis.
Acompañado por el guitarrista Scotty Moore y el contrabajista Bill Black, fue uno de los creadores del rockabilly, un estilo de tempo rápido impulsado por un constante ritmo que consiste en una fusión de música country y rhythm and blues.
En 1968 el sello Sun dejó de existir, tras haber editado 226 singles, más 71 bajo la marca filial Phillips International formada en 1957 y otros ocho en la marca Filp fundada en 1955.